# Światowy Dzień Pracy Socjalnej
Światowy Dzień Pracy Socjalnej (ang. World Social Work Day) – branżowe święto organizowane przez Międzynarodową Federację Pracowników Socjalnych i obchodzone w trzeci wtorek marca. 
Celem dnia jest docenienie wszystkich pracowników socjalnych i służb związanych z pracą socjalną, jak również promowanie wartości, na których opiera się praca socjalna. W dniu tym profesjonaliści pracy socjalnej spotykają się celem wymiany doświadczeń i przekazania swojego przesłania lokalnym społecznościom i rządom, aby podnieść świadomość na temat pracy socjalnej i potrzebę rozwoju działań na tym polu. Co roku obchody związane są z innym hasłem nawiązującym do przyjętej Globalnej Agendy Pracy Socjalnej i Rozwoju Społecznego. Obchodom towarzyszy specjalnie przygotowany plakat – przetłumaczony na kilkadziesiąt języków, w tym również (od 2017) na język polski.